# Cerro Lluska
Cerro Lluska är ett berg i Bolivia.   Det ligger i departementet Chuquisaca, i den centrala delen av landet, 110 km sydost om huvudstaden Sucre. Toppen på Cerro Lluska är 3 804 meter över havet, eller 259 meter över den omgivande terrängen. Bredden vid basen är 4,5 km.
Terrängen runt Cerro Lluska är bergig österut, men västerut är den kuperad. Cerro Lluska ligger uppe på en höjd som går i nord-sydlig riktning. Runt Cerro Lluska är det glesbefolkat, med 8 invånare per kvadratkilometer.. 
Trakten runt Cerro Lluska består i huvudsak av gräsmarker.